# Ferula alaica
Ferula alaica är en flockblommig växtart som beskrevs av Pimenov och Melibaev. Ferula alaica ingår i släktet stinkflokesläktet, och familjen flockblommiga växter. Inga underarter finns listade i Catalogue of Life.